# Murzo
Murzo (Corsicaans: Murzu) is een gemeente in het Franse departement Corse-du-Sud (regio Corsica) en telt 88 inwoners (2009). 

## Geografie
De oppervlakte bedraagt 21,44 km², de bevolkingsdichtheid is dus 4,1 inwoners per km².

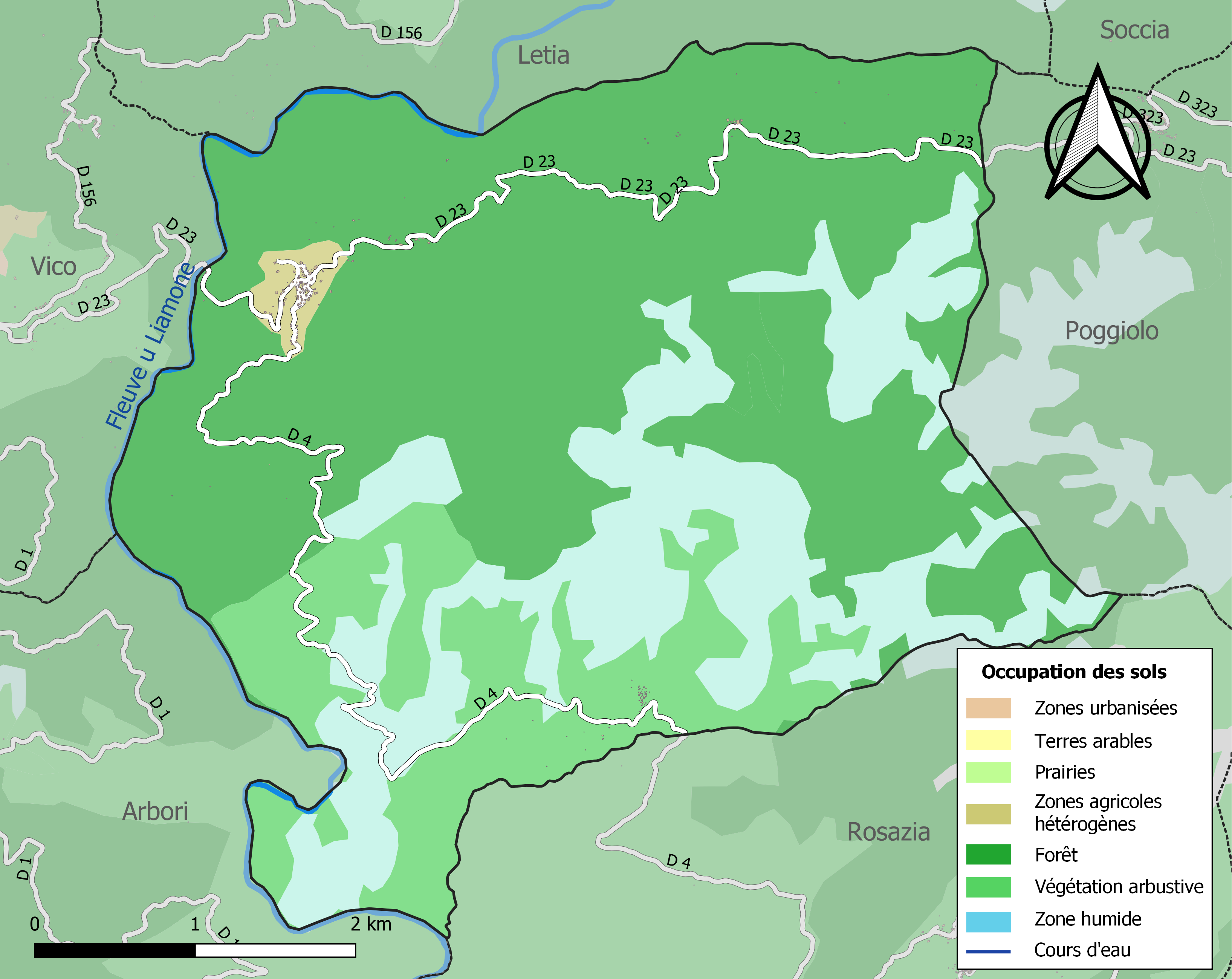
Kaart van de gemeente met de belangrijkste infrastructuur, bodemgebruik en omliggende gemeenten

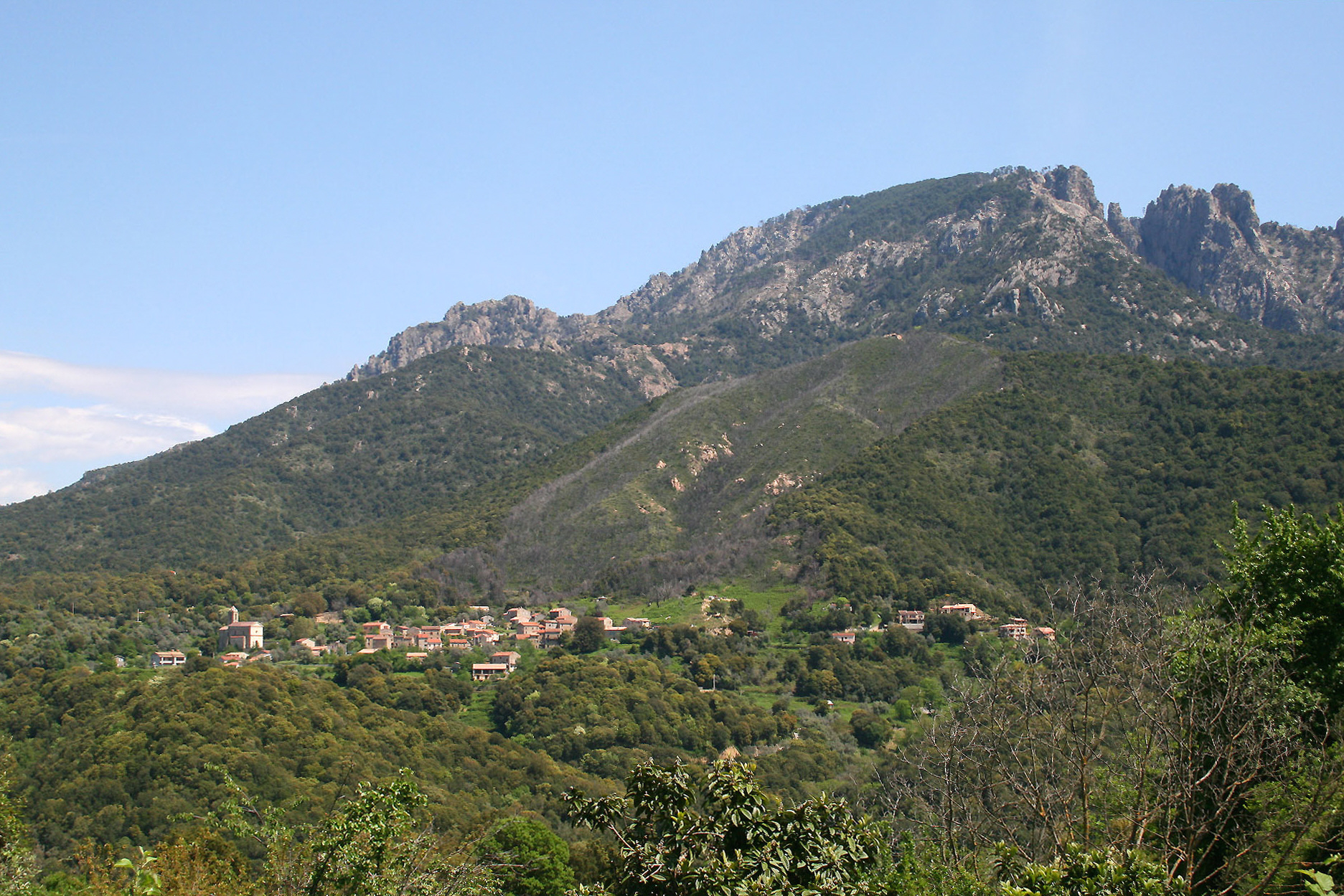
Murzo

## Demografie
Vanwege een beveiligingsprobleem met de MediaWiki Graph-software is het momenteel niet mogelijk deze grafiek weer te geven. Zodra de software is bijgewerkt zal de grafiek vanzelf weer zichtbaar worden.